# 劉不溢
劉不溢（1552年—？），字謙甫，號容川，河南開封府祥符縣人，匠籍，明朝政治人物。同進士出身。

## 生平
萬曆四年（1576年）丙子科河南鄉試第十一名舉人，萬曆十一年（1583年）中式癸未科會試第二百八十一名，三甲第九十二名進士。通政司觀政，本年授山东曹县知县，卒于官。

## 家族
曾祖劉鎧；祖父劉環，儀賓 封奉訓大夫；父劉選，知縣。母熊氏。具庆下。兄劉不盈（贡士）；劉不息（教谕）。弟劉不滞、劉不洩。